# Jeanne Itasse-Broquet
Jeanne Itasse-Broquet, nata Marie Gabrielle Zoé Jeanne Itasse (Parigi, 21 settembre 1867 – Parigi, 12 gennaio 1941), è stata una scultrice francese.

## Biografia

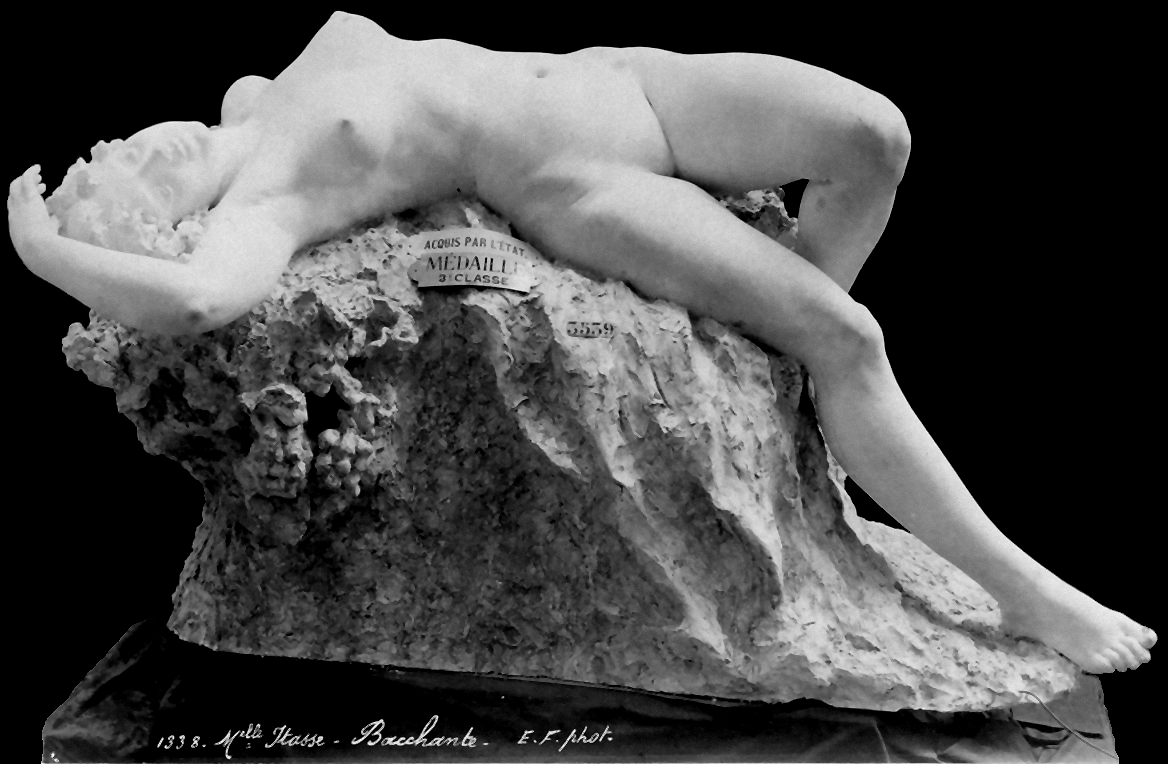
Baccante, 1899

Jeanne Itasse era la figlia maggiore dello scultore Adolphe Itasse, del quale fu un'allieva. Ella debuttò ancora adolescente al Salone degli artisti francesi del 1879 ed espose con cadenza regolare al Salone fino al 1938. Jeanne Itasse si guadagnò numerose ricompense, come una medaglia all'esposizione universale di Chicago del 1893 e una d'argento a quella di Parigi nel 1900 (grazie alla sua Baccante, che venne acquistata dallo stato francese e venne collocata dapprima nel museo del Lussemburgo). Nel 1891 ottenne una borsa di viaggio e un invito dal viceré d'Egitto grazie alla sua scultura Arpista egiziana.
Il 19 agosto 1911 sposò lo scultore Gaston Broquet. Jeanne Itasse-Broquet morì a Parigi il 12 gennaio 1941, nel sedicesimo arrondissement di Parigi, ed è sepolta nella trentunesima divisione del cimitero di Père-Lachaise.

## Opere

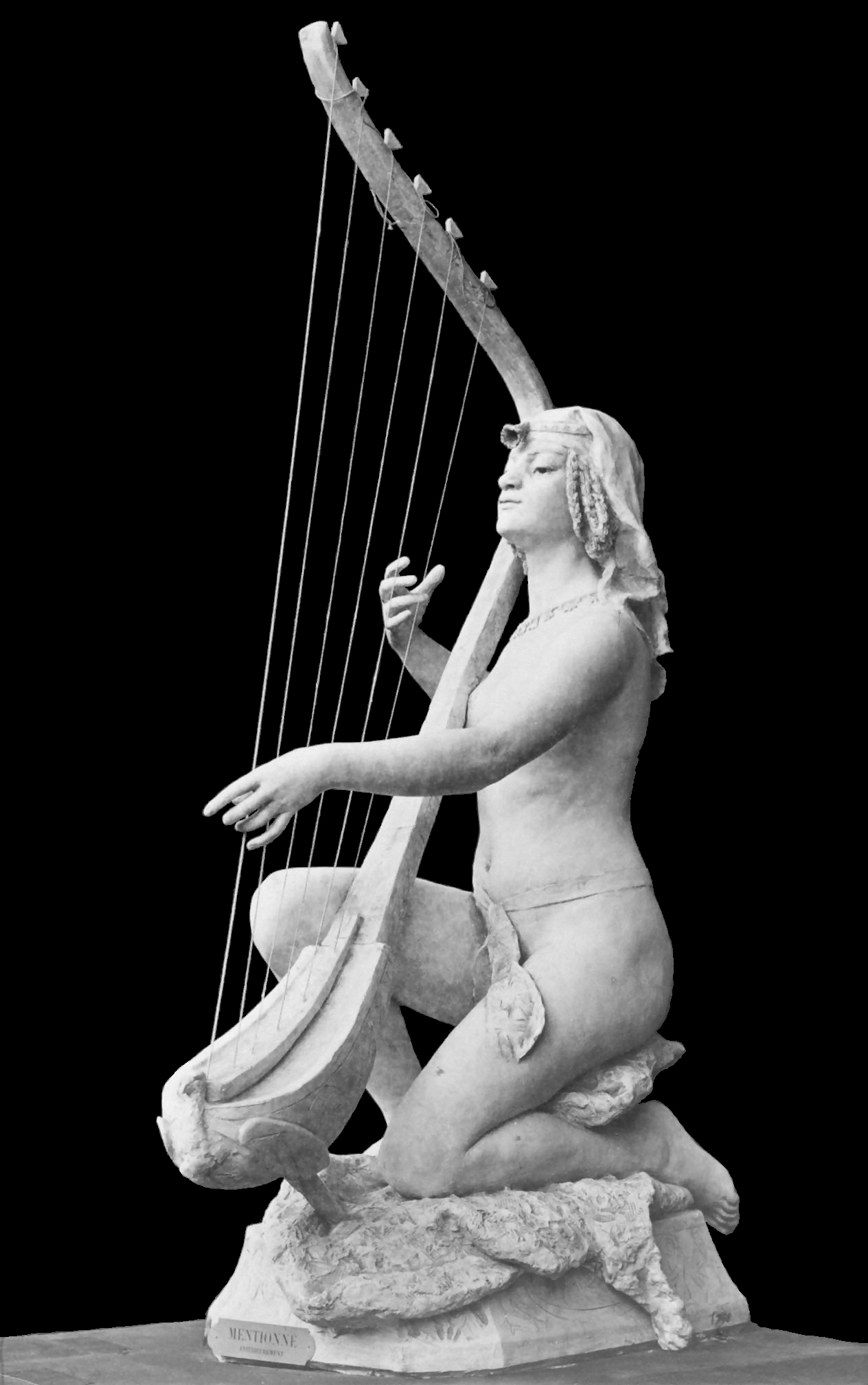
Arpista egiziana, 1891, ubicazione attuale sconosciuta

- Agen, museo delle belle arti: Baccante, gesso.[3]
- Avignone, museo Calvet: Adolphe Itasse, busto in bronzo.[4]
- Dol-de-Bretagne: Baccante, marmo, vincitrice della medaglia di terza classe al Salone del 1899.
- Neuilly-sur-Seine, cimitero antico: René Falconnier, medaglione di bronzo che orna la sua sepoltura.[5]
- Nîmes, museo delle belle arti: Mademoiselle Marie Sallé, busto in gesso.[6]
- Parigi:
  - Casa de Balzac: Honoré de Balzac, 1911, medaglione in marmo, commissionato dalla Società degli amici di Balzac.[7]
  - cimitero d'Auteuil: Charles Leron-Levant, medaglione di bronzo che orna un monumento realizzato da Hector Guimard.
  - cimitero di Père-Lachaise: Adolphe Itasse, busto in bronzo, e un Angioletto in bronzo che orna la sua sepoltura.
  - conservatorio nazionale superiore di musica e di danza di Parigi: Hector Berlioz, 1919, busto in ghisa.[8]
  - musée de l'Armée: Francis Garnier, busto in gesso.
  - museo d'Orsay:
    - San Sebastiano, maschera in grès smaltato eseguita da Émile Muller et Cie à Ivry-sur-Seine;[9]
    - Il bagno, Salone del 1910, marmo.

  - Opéra Garnier: Mademoiselle Marie Sallé, Salone del 1887, busto in marmo.[10]
  - scuola nazionale della Francia d'oltremare: Francis Garnier, 1905, busto in marmo.[11]
- Pouldreuzic: Monumento ai caduti, 1922. Monumento in pietra realizzato da un modello presentato da Itasse-Broquet su progetto dell'architetto Charles Chaussepied. La scultura ritraente un soldato che soccorre un compagno ferito venne intagliata nella pietra nera di Kersanton dai fratelli Donnart, dei lavoratori di granito a Landerneau. Venne inaugurato il 24 settembre 1922.[12] Jeanne Itasse-Broquet fu una delle poche scultrici che realizzò un monumento ai caduti.

### Ubicazione sconosciuta
- Arpista egiziana, 1891